# 北陸電力送配電
北陸電力送配電株式会社（ほくりくでんりょくそうはいでん）は、富山市に本店を置き、富山県全域、石川県全域、福井県越前国地域、岐阜県の一部を供給区域とする日本の一般送配電事業者。北陸電力の100%子会社。略称は北陸送配電または北電送配電。

## 概要
当社は、送電線、変電所、配電線などを維持・運用し、発電事業者や小売電気事業者を相手に送配電サービスを提供する会社（一般送配電事業者）である。電気事業法の大改正（電力システム改革）によって、2020年（令和2年）4月、一般送配電事業の中立性の確保のため、一般送配電事業者が発電事業や小売電気事業を兼営することが原則、禁止された（法的分離）。このため、従来、北陸エリアで一般送配電事業を営んでいた北陸電力は、2020年（令和2年）4月、同事業を子会社である当社に移管した。

## 事業内容

北陸電力送配電は一般送配電事業者として、発電事業者から引き取った電気を北陸地方の需要家まで送り届け、発電事業者・小売電気事業者から託送料金を徴収する。

当社は、経済産業省から許可を受け、北陸エリア（下記）を供給区域（供給エリア）として一般送配電事業を営む。
- 送配電網の維持　北陸エリアの3千km超の送電線、2百箇所超の変電所、4万km超の配電線などを維持する。発電事業者や小売電気事業者から申込みがあれば、引込線、電力量計、アンペアブレーカーなどを設置し、発電設備や需要家の負荷設備を送配電網に接続する。事故・災害時は、故障箇所を特定し、復旧する。
- 系統運用　北陸エリアの電力系統（発電所と送配電網）の周波数・電圧を維持し、電気の安定供給を確保するため、発電・送電・電力需要の状況を監視し、電力の発生や流通を制御する。
- 託送供給　託送契約者のために、ある地点（受電地点）で送配電網に電気を受け入れると同時に、別の地点（供給地点）で送配電網から電気を供給し、対価として託送料金を徴収する。要すれば電気の宅配サービスである。託送契約者は主に小売電気事業者であり、発電所で発生した電気を需要家（小売電気事業者の顧客）が電気を使用する地点に届けるために託送供給を利用する。
- 最終保障供給　小売電気事業者から電気の供給を受けることができない供給区域内の需要家（舳倉島を除く特別高圧・高圧の需要家に限る）に対し電気を販売・供給する。
- 離島等供給　石川県輪島市の舳倉島の需要家に、小売電気事業者を介することなく電気を販売・供給する。

また、北陸エリアに再生可能エネルギー発電設備を有する事業者のうち、固定価格買取制度の認定を受けたものと契約し、一定期間、電気を固定価格で買い取る。買い取った電気は、自社で使用する分以外は、希望する小売電気事業者に卸供給する。

### 供給区域
当社の供給区域（北陸エリア）は以下のとおりである。面積は12,272 km2であり、日本国内の10エリア中、沖縄電力のエリア（2,281 km2）の次に小さい。
- 富山県（全域）
- 石川県（全域）
- 福井県（次の地域を除く）
  - 若狭国地域（関西電力送配電の供給区域）
- 岐阜県（次の地域に限る）
  - 飛驒市のうち、平成16年1月31日における旧吉城郡神岡町及び昭和31年9月29日における旧吉城郡坂下村の区域
  - 郡上市のうち、平成16年2月29日における旧郡上郡白鳥町石徹白の区域

福井県は越前国地域のみが北陸電力送配電の供給区域であり、若狭国地域は関西電力送配電の供給区域である。関峠が両社の境界である。岐阜県内に北陸電力送配電の供給区域は2箇所ある。飛驒市のうち、富山県に隣接する北部と、郡上市のうち、福井県に隣接する西部（白鳥町石徹白地区）である。石徹白地区は、かつて福井県大野郡石徹白村であったが、1958年（昭和33年）に越県合併した経緯がある。

## 設備

### 設備の概要
北陸電力送配電が2020年（令和2年）4月に発足した時点の設備の概要は、以下のとおりである。
- 送電設備　送電線亘長3,338 km、支持物（鉄塔など）12,676 基
- 変電設備　変電所203箇所
- 配電設備　配電線亘長43,487 km、支持物（電柱など）602,473 基、配電用変圧器（柱上変圧器など）388,152 個

北陸地方の電力系統は、本州の系統と、舳倉島（石川県輪島市）の系統とに分離している。石川県七尾市の能登島は、本州の系統と一体である。北陸電力送配電の設備は、上述の供給区域内だけでなく、新潟県内・岐阜県内の供給区域外にも存在する。
北陸電力送配電の設備で採用する周波数は、60 Hz、電圧階級は、500 kV、275 kV、154 kV、77 kV・66 kV、22 kV、6.6 kVである。77 kVは、石川県（能登を除く）と福井県で使用し、その他の地域は66 kVを使用する。

### 本州の設備
500 kV送電線は、志賀原子力発電所（石川県羽咋郡志賀町）を起点に、志賀中能登線（亘長 15.84 km）→中能登変電所（石川県羽咋郡志賀町）→能登幹線（亘長61.04 km）→加賀変電所（石川県金沢市）→加賀幹線（亘長70.00 km）→越前変電所（福井県福井市）が第1のルートである。
第2のルートは、中能登変電所→能越幹線（亘長68.78 km）→南福光変電所（富山県南砺市）→加賀福光線（亘長12.72 km）→加賀変電所である。
中能登変電所は、上述した500 kV志賀中能登線、500 kV能登幹線、500 kV能越幹線のほか、志賀原発からの275 kV志賀原子力線、七尾大田火力発電所（石川県七尾市）からの275 kV七尾火力線などが接続する「扇のかなめ」である。
275 kV送電線は、富山新港火力発電所（富山県射水市）→新港幹線（亘長13.56 km）→新富山変電所（富山県射水市）→新富山幹線（亘長28.57 km）→城端開閉所（富山県南砺市）→中央幹線（亘長24.47 km）→加賀変電所というルートや、敦賀火力発電所（福井県敦賀市）→敦賀火力線（亘長19.33 km）→南条変電所（福井県南条郡南越前町）→南条越前線（亘長31.32 km）→越前変電所というルートなどがある。

#### 中部北陸間連系設備
北陸電力送配電の南福光変電所（富山県南砺市）と同じ敷地に、中部電力パワーグリッドの南福光連系所がある。連系所には、三相交流→直流→三相交流という変換を行う連系設備があり、ここで北陸エリアの電力系統と中部エリアの電力系統とを直流を介して連系することができる。連系設備の容量は、300 MW（30万kW）である。1999年（平成11年）3月に運用を開始した。

#### 北陸関西間連系線
北陸電力送配電の越前変電所（福井県福井市）と、関西電力送配電の嶺南変電所（福井県三方郡美浜町）との間を、500 kV越前嶺南線が結ぶ。亘長約73 kmのうち一部が北陸電力送配電の所有である。北陸エリアの電力系統と関西エリアの電力系統とは、越前嶺南線を介し、常時、連系している。
関西電力送配電の275 kV新北陸幹線が富山県内から岐阜県を通って近畿地方に通じており、北陸地方と近畿地方との連系は、1964年（昭和39年）4月から、新北陸幹線の途中にある城端開閉所（富山県南砺市）で行われていた。1974年（昭和49年）8月、加賀嶺南線が275 kVで運用を開始した。加賀嶺南線は、1997年（平成9年）6月、500 kVに昇圧される際に、途中に越前開閉所（現、越前変電所）が設置されたことにより、その南半分が越前嶺南線となった。

#### 東北電力ネットワークとの関係
北陸電力送配電と東北電力ネットワークとの供給区域の境界は、富山県下新川郡朝日町と新潟県糸魚川市との市町境にある。両社の配電線は、市町境を流れる境川を越えてつながっている。東北電力ネットワークの供給区域の大部分は標準周波数が50 Hzであるが、糸魚川市西部（橋立、清水倉、市振、玉ノ木、上路地区）は例外的に、北陸電力送配電と同じ標準周波数60 Hzの地区である。
黒部川電力株式会社は、北陸電力とデンカ株式会社との合弁会社であり、新潟県糸魚川市内に4箇所、長野県北安曇郡小谷村内に1箇所の水力発電所を有し、60 Hzで発電する。黒部川電力から受電した電気を北陸地方に供給するため、北陸電力送配電の66 kV青海線が糸魚川市内から富山県内に達する。

#### 東京電力パワーグリッドとの関係

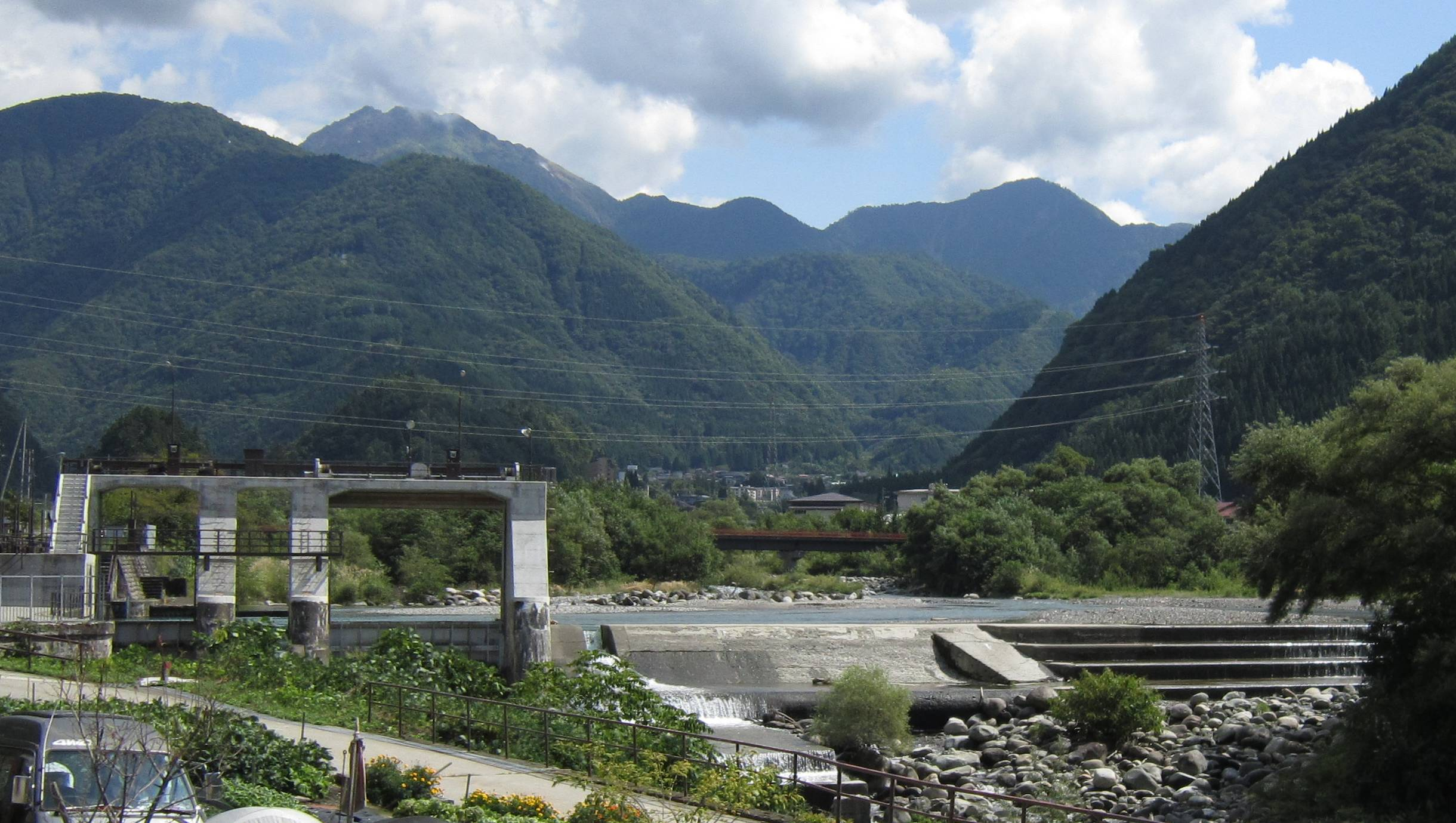
富山共同自家発電株式会社の葛山発電所（本文参照）の取水のために神通川水系高原川をせき止める今見ダム。ダムより上流側で川を横断する2回線の送電線のうち1回線が、東京電力パワーグリッド栃尾線（本文参照）であり、右手側が安房峠方。

東京電力パワーグリッドの154 kV栃尾線は、北陸電力の栃尾発電所（岐阜県高山市奥飛騨温泉郷にある水力発電所）から安房峠を越えて東京電力リニューアブルパワーの霞沢発電所（長野県松本市にある水力発電所）に達する送電線である。
北陸電力の中崎発電所、栃尾発電所、富山共同自家発電株式会社の葛山発電所、見座発電所が50 Hz・60 Hz両用である（いずれも岐阜県高山市、神通川水系の水力発電所）。関東方面に電気を融通する際は、これらの発電所を50 Hzで運転し、栃尾線を通じ、送電する。
北陸電力送配電の設備と東京電力パワーグリッドの設備との間に周波数変換設備はないため、両社間で直接融通できる電気は、50 Hz・60 Hz両用の水力発電所で発生する電気に限られる。

### 舳倉島の設備
舳倉島は能登半島の北約50 kmの日本海に浮かぶ孤島である。本州から送電できないため、北陸電力送配電が所有する舳倉島発電所（内燃力発電所）で島内の電気を賄う。燃料はA重油。出力は3ユニット合計で288 kWである。

## 沿革
2013年（平成25年）4月、第2次安倍内閣は、「電力システムに関する改革方針」を閣議決定した。内閣は、この方針のもと、2013年（平成25年）から2015年（平成28年）にかけ、電気事業法の大幅な改正案を3回に分けて国会に提出し、改正案は全て成立した。電力システム改革である。
第2弾の改正により、2016年（平成28年）4月、電気事業者の類型が整理され、一般電気事業者という類型が廃止された。従来、一般電気事業者として北陸で発電・送配電・小売の全てを手掛けてきた北陸電力は、改正電気事業法では、発電事業者 兼 一般送配電事業者 兼 小売電気事業者と位置付けられた。一般送配電事業は許可制として、北陸電力が北陸の送配電網をほぼ独占することになった。
発電と小売の分野で様々な事業者が公平な条件で健全な競争を行うためには、実質的に地域独占の一般送配電事業者が全ての発電事業者・小売電気事業者に対して中立の立場で公平に送配電サービスを提供することが必要である。一般送配電事業者による発電事業や小売電気事業の兼営は、一般送配電事業の中立性の確保を難しくするため、第3弾の改正で、これを禁止することになった（法的分離）。
このため、旧一般電気事業者各社は、一般送配電事業を子会社に移管するなど、第3弾改正の施行に対応する必要に迫られた。北陸電力は、法的分離に備えるため、2018年（平成30年）7月、社内に送配電事業本部を設置した。送配電事業本部の移管先として、2019年（平成31年）4月1日、北陸電力送配電株式会社を設立した。
同月、北陸電力と北陸電力送配電との間で、一般送配電事業を移管する契約が結ばれた。6月、北陸電力の株主総会でこの契約が承認された。2020年（令和2年）3月、経済産業省が北陸電力の分割を認可した。そして、2020年（令和2年）4月、北陸電力から北陸電力送配電に一般送配電事業が移管された。

### 歴代社長
1. 水野弘一　2019年（平成31年）4月就任。2020年（令和2年）3月までは北陸電力代表取締役副社長・副社長執行役員・送配電事業本部長を兼務した。
2. 棚田一也　石川県出身[8]。1985年（昭和60年）、慶應義塾大学理工学部を卒業し、北陸電力に入社した[8]。2022年（令和4年）6月、北陸電力送配電の2代目の社長に就任した[8]。